# Rupat
Rupat är en ö i Indonesien.   Den ligger i provinsen Kepulauan Riau, i den västra delen av landet. Arean är 1 493 kvadratkilometer.
Terrängen på Rupat är platt. Öns högsta punkt är 43 meter över havet. Den sträcker sig 48,6 kilometer i nord-sydlig riktning, och 44,7 kilometer i öst-västlig riktning.